# Front-Chiffriergerät
Front-Chiffriergerät (FG) war die Bezeichnung für ein einfaches kryptologisches Gerät zur Ver- und Entschlüsselung von Nachrichten.
Dabei handelte es sich um einen Chiffrierzylinder, ähnlich dem Zylinder von Fredrik Gripenstierna aus dem Jahr 1786 und der Jefferson-Walze von 1790. Das Front-Chiffriergerät wurde ab 1946, unmittelbar nach dem Zweiten Weltkrieg, von der Schweizer Armee eingesetzt. Hergestellt wurde es von der Firma Zellweger in Uster im Schweizer Kanton Zürich.
Es besteht aus einem Metallzylinder, der rund 170 mm lang ist und etwa 325 g wiegt. Er enthält 25 Zylinderscheiben (ähnlich Münzen), ebenfalls aus Metall, mit 38 mm Durchmesser, die nebeneinander angeordnet sind und gegeneinander verdreht (rotiert) werden können. Jede Scheibe ist auf ihrer flachen Seite mit einem anderen Kennbuchstaben markiert. Entlang ihres Umfangs sind sie mit allen 26 Großbuchstaben des lateinischen Alphabets beschriftet, die jedoch auf jeder Scheibe unterschiedlich „verwürfelt“, scheinbar zufällig, angeordnet sind. Der Zylinder weist zwei Fenster (Öffnungen) auf, durch die man alle 25 Scheiben nebeneinander sehen kann, jedoch nur einen Teil ihres Umfangs.
Zur Verschlüsselung stellt man den zu verschlüsselnden Klartext Buchstabe für Buchstabe ein, so dass er am unteren Rand eines der beiden Fenster zu lesen ist. Als Geheimtext liest man die verwürfelte Buchstabenfolge am unteren Rand des anderen Fensters ab. Die Buchstabenanordnung auf den Scheiben war so gewählt, das die Verschlüsselung involutorisch (reziprok) war. Das heißt, der Anwender musste nicht zwischen Verschlüsselung und Entschlüsselung unterscheiden. Dies war zwar bequem, stellte allerdings eine kryptografische Schwächung des Verfahrens dar (siehe auch: Kryptografische Schwächen der Enigma).
Anders als bei vergleichbaren Zylindermaschinen (Jefferson-Walze, M-94, Gerät von Bazeries) ist bei dem Front-Chiffriergerät nach Einstellung des Klartextes in einer Zeile eine Zufallsauswahl aus einer von 25 möglichen Geheimtextzeilen (und umgekehrt) nicht vorgesehen. Das Gerät arbeitet deshalb nicht „polyphon“ bzw. homoalphabetisch mit einer zufällig ausgewählten „i-ten Generatrix“, sondern lediglich wie eine Vigenère-Chiffre mit Schlüsselwortlänge 25, bei der zwingend jedes der vorhandenen 25 Schlüsselalphabete (in permutierter Reihenfolge) genau einmal verwendet werden muss. Der Chiffrierschritt ist dann jeweils eine Verschiebechiffre mit Verschiebung um 13 Positionen. (Affine Substitution y = ((a * x) + b) mod 26, mit a = 1, und b = 13). Nur weil sich dabei immer jeweils Klartext- und Geheimtextzeichen auf der Scheibe exakt gegenüberstehen, sind die Chiffrierschritte hier immer involutorisch und fixpunktfrei, was für die anderen Zylindermaschinen mit Auswahl der Geheimtextzeile nicht zutrifft. Letztere arbeiten grundsätzlich immer fixpunktfrei, aber nicht zwingend involutorisch.
Der Zylinder kann mithilfe einer seitlichen Rändelschraube bequem geöffnet werden. Dies erlaubt das Herausnehmen aller Scheiben, deren Reihenfolge zueinander danach vertauscht (permutiert) werden kann. Die Scheibenreihenfolge stellt den kryptografischen Schlüssel dar. Dieser muss natürlich dem Empfänger einer verschlüsselten Botschaft bekannt sein, damit er mit einem identisch eingestellten Zylinder den Geheimtext entschlüsseln kann. Bei 25 Scheiben gibt es 25! (Fakultät) mögliche Reihenfolgen, und jede der 25 Scheiben kann eine von 25! verschiedenen (zyklischen !) Buchstabenverwürfelungen aufweisen.
Das Gerät war bei der Schweizer Armee wenig beliebt, weil die Einstellung des Textes sehr mühsam und zeitaufwendig war. Naturgemäß sind die Buchstaben auf den Scheiben schwierig zu finden.